# Амаравати
Амаравати е град в щата Махаращра, Югозападна Индия. Населението му е 500 192 жители (2008 г.) Мъжете са 52% от населението, 12% от населението е под 6-годишна възраст. Намира се в часова зона UTC+5:30. Разположен е на 343 м н.в. На запад от града са разположени хълмове, отвъд които има плантации за памук.